# Indiaanse keuken

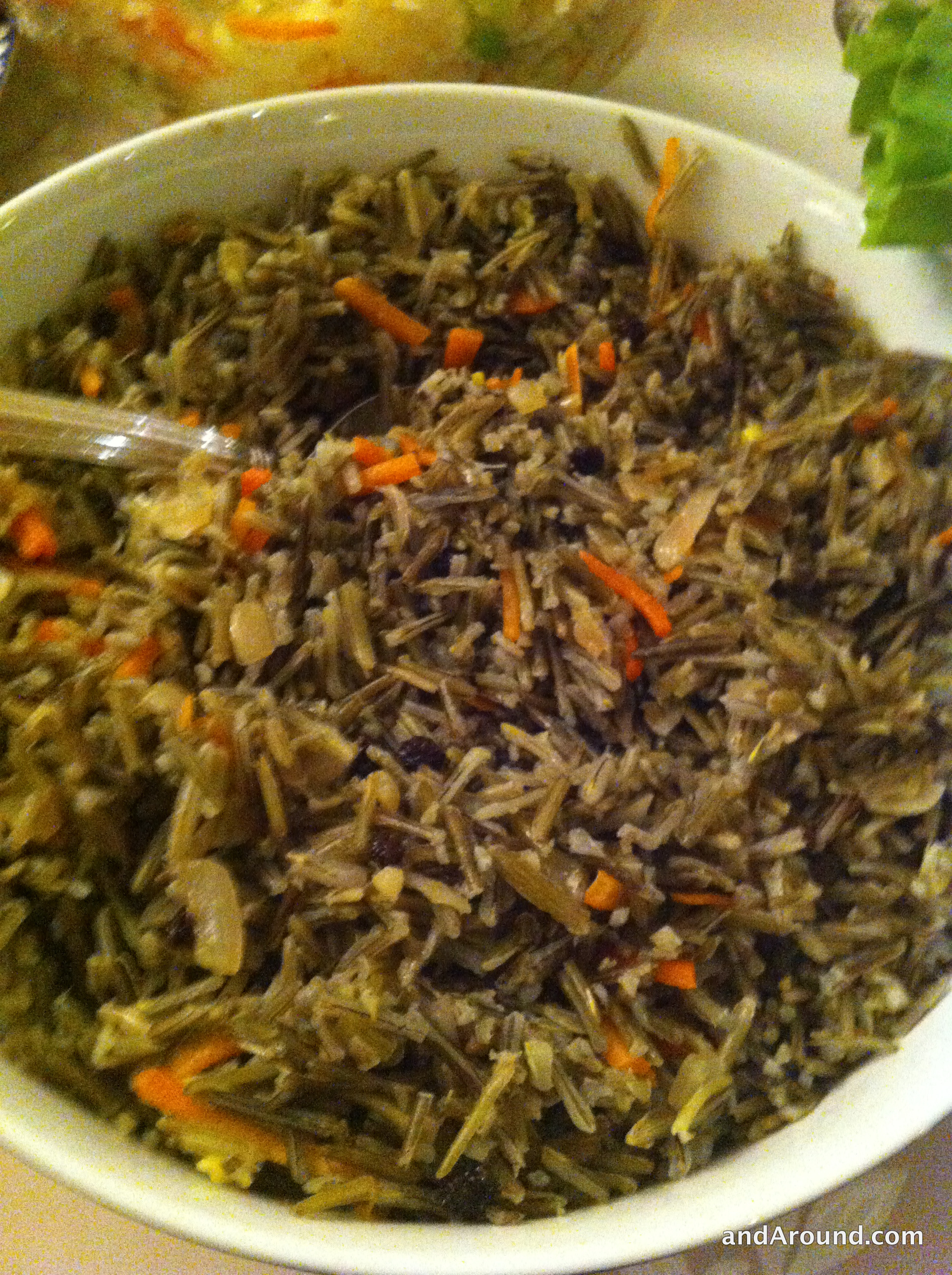
Wilde rijst is een traditioneel Indiaans gerecht in Minnesota, Wisconsin, Michigan en sommige delen van North Dakota

De Indiaanse keuken is de keuken van de indianen. De Indiaanse keuken valt grotendeels uiteen in drie delen, namelijk de keuken van de Indianen van Zuid-Amerika wier keuken grotendeels is samengegaan met de Europese overheersers in de Latijns-Amerikaanse keuken, de Precolumbiaanse keuken van Noord-Amerika en de Postcolumbiaanse keuken van Noord-Amerika.
De Precolumbiaanse keuken van Noord-Amerika is grotendeels een primitieve keuken. Stammen volgen een jager-verzamelaarmodel of primitieve landbouw. Voedsel wordt gedroogd om de wintermaanden door te komen.
De Postcolumbiaanse keuken van Noord-Amerika is de keuken zoals ze zich ontwikkelde na de komst van de Europeanen. Traditionele bereidingswijzen bleven in grote mate behouden, maar de volksverhuizingen en de huisvesting in reservaten met beperkte voedselvoorraden resulteerden in de verandering van gerechten.